# Jozef Geirnaert

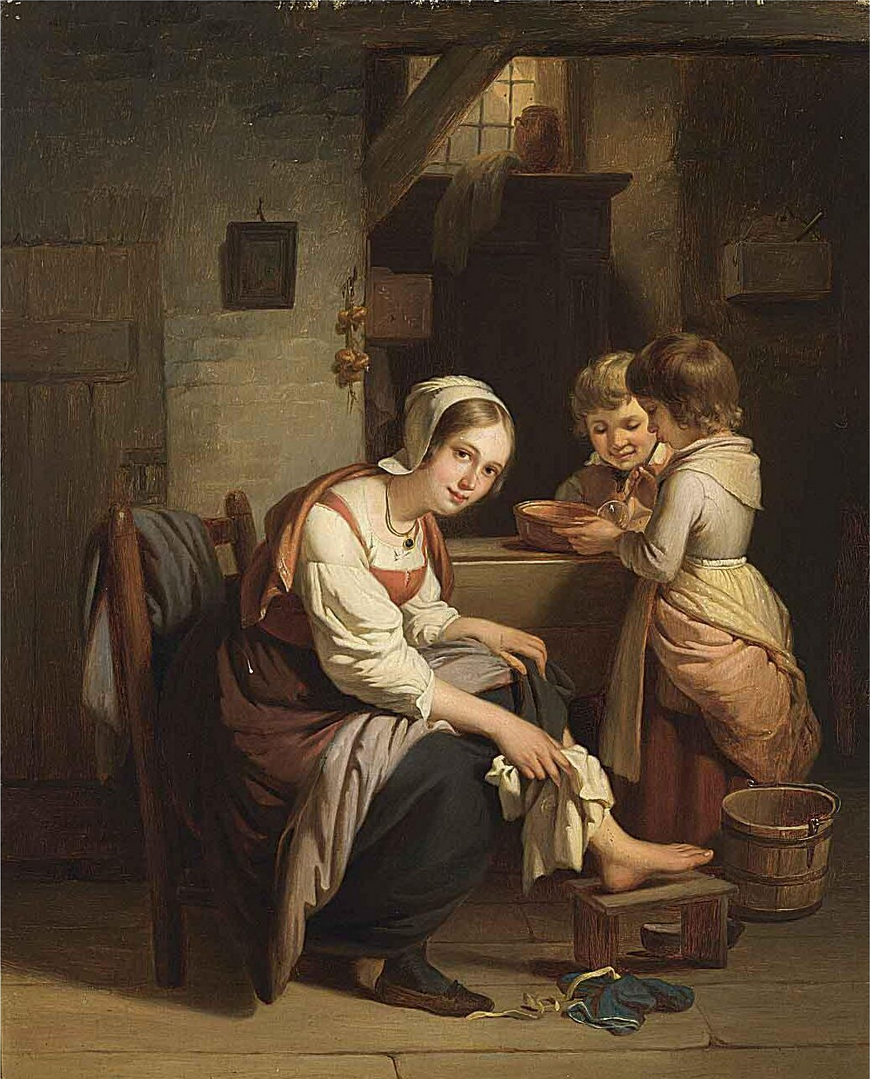
Seifenblasen

Jozef Geirnaert  (* 27. August 1790 in Eeklo; † 20. März 1859 in Gent) war ein belgischer Genremaler.
Geirnaert studierte von 1806 bis 1814 an der Académie royale des beaux-arts de Gand bei Pieter Van Huffel und setzte sein Studium an der Koninklijke Academie voor Schone Kunsten van Antwerpen bei Willem Jacob Herreyns fort.  Nach seinem Studium in Antwerpen kehrte er nach Gent zurück und arbeitete dort im Atelier von Joseph Paelinck.
Geirnaert begann ab 1817 in den renommierten Salons religiöse und Genre-Werke auszustellen. Er lernte das Werk des neoklassizistischen französischen Malers Jacques-Louis David kennen, der damals im Exil in Brüssel lebte und arbeitete.
Geirnaert reichte 1818 eine Arbeit für einen Wettbewerb ein, der von der Akademie der bildenden Künste in Brüssel organisiert wurde. Seine Genreszene brachte ihm den ersten Preis ein. Die Genreszene „Ein belgischer Offizier, der seiner Familie seinen Mitstreiter vorstellte, der sein Leben rettete“ wurde ebenfalls um 1818 mit einem Preis ausgezeichnet. 1820 erhielt Geirnaert im Salon von Gent eine Medaille für seine Porträts.
Nach der belgischen Revolution von 1830, als Belgien von den Niederlanden unabhängig wurde, zog der Künstler nach Den Haag, da er die niederländische Herrschaft über Belgien unterstützte. Nach einem selbst auferlegten Exil von sechs Jahren kehrte der Künstler 1836 nach Belgien zurück.
Im November 1856 wurde er zum Lehrer für Malerei an der Genter Akademie ernannt. Er widmete auch viel Zeit seiner pädagogischen Tätigkeit. Er erhielt offizielle Anerkennung von der belgischen Regierung, als er zum Ritter des Leopold-Ordens ernannt wurde.
Geirnaert war mit Theresia Pinnoy verheiratet.